# Shin'ichi Sekizawa
Shin'ichi Sekizawa (関沢 新一?, Sekizawa Shin'ichi; Kyoto, 2 giugno 1921 – 19 novembre 1992) è stato uno sceneggiatore giapponese. La sua prima sceneggiatura è stata per il film Fearful Attack of the Flying Saucers degli studio Shintoho, che è stato in seguito considerato un film perduto. In seguito curerà la sceneggiatura di numerose pellicole di Ishirō Honda, inclusi numerosi film classici di Godzilla. Ha inoltre fornito materiale originale per la serie Ultraman.
Le sue sceneggiature per film kaijū sono stati notati per la loro inventiva e per avere un tono più leggero e divertente rispetto a quelli realizzati da Takeshi Kimura (alias Kaoru Mabuchi), un altro scrittore leader di film kaiju, le cui sceneggiature erano più drammatiche e seriose.
Prima di intraprendere la carriera di sceneggiatore, ha brevemente frequentato una scuola di animazione con il famoso autore di manga Osamu Tezuka.